# NGC 3383
NGC 3383 este o astronomical radio source⁠(d) situată în constelația Hidra. A fost descoperită în 20 martie 1835 de către John Herschel. Se află la o distanță de 51,5 de megaparseci de Pământ.